# Богдан Хмельницький (опера)
«Богдан Хмельницький» — опера на 4 дії українського композитора Костянтина Данькевича, написана 1951 року на лібрето Ванди Василевської і Олександра Корнійчука. Уперше поставлена 21 червня того ж року у Київському театрі опери та балету імені Шевченка. Другу редакцію опери здійснено 1953 року, третю — 2006. Оперу ставили у Дніпропетровську,  Донецьку, Львові, Одесі, Харкові, Тбілісі, Москві, Ленінграді, Саратові та інш.

## Редакції опери
Сюжет опери в тогочасних радянських традиціях відрізняється численними історичними неточностями й акцентом на рабській покорі українців Московському царству. Попри це, оперу гостро розкритикували на сторінках газети «Правда», де композитора було звинувачено у проявах буржуазного націоналізму і нерозумінні завдань соціалістичного реалізму.  Композитор створив другу редакцію опери, тоді як перша зникла за невідомих обставин. Це дозволило композиторові продовжити успішну кар'єру — композитор далі провадив викладацьку діяльність у Київській консерваторії й тривалий час очолював Спілку композиторів України.
Третя редакція була створена 2006 року у зв'язку з її постановкою Донецьким театром опери та балету. Твір було суттєво скорочено, зокрема пафосну сцену Переяславської ради, Є. Станкович дописав епілог на основі попередніх ескізів Данькевича.
У жанрово-стилістичному плані композитор орієнтувався на написану 70 роками раніше оперу «Тарас Бульба» М. Лисенка, хоча навіть у третій редакції, за висловом Л. Кияновської, слухача «не полишає відчуття соцреалістичної стилістики». Водночас дослідниця відзначає в деяких епізодах надзвичайну музикальність, органічну національну природу і яскравий драматичний талант композитора.

## Дійові особи
- Богдан Хмельницький (баритон)
- Гелена (сопрано)
- Максим Кривоніс (бас)
- Богун (тенор)
- Соломія (меццо-сопрано)
- Варвара (меццо-сопрано)
- Писар Лизогуб (тенор)
- Дяк Гаврило (бас)

## Сюжет

### Пролог
Сцена поневоленого українського народу закутого у кайдани.

### Перша дія
Мирна Запорозька Січ, де козаки демонструють свою молодецьку відвагу. Серед них - стара вдова Варвара та симпатична дівчина в козачій амуніції - Соломія. Молодий красень - полковник Богун - починає дорікати їй, що жінкам шабля не личить. Дівчина викликає його на бій. Він приймає виклик, а потім під сміх воїнів кладе свою шаблю до її ніг. Що дозволило йому результативніше залицятися до дівчини. Їхні стосунки завершила арія-дует, що закінчилася на високій еротичній ноті.
Доповнює усе поява Гетьмана Богдана Хмельницького за викликом Максима Кривоноса. Відбувається щира бесіда полковника Кривоноса з Хмельницьким. У полковника вельми дружні стосунки з Гетьманом, бо він дозволяє називати його на прізвисько - "Хміль" та привселюдно вимагати відповідей на обіцянки дані перед народом.
Контрастною стає наступна комедійна сцена - дяка Гаврила Тура та Кожуха "Пити чи не пити".

### Друга дія
У табір привозять дружину Хмельницького - Гелену, яка була: поневолена іродом Чаплінським. Між Геленою та Богданом розгораються справжні пристрасті . На зміну однієї любовної сцени приходить інша. Богун та Соломія зустрічаються під покровом ночі та до світанку в палких обіймах прощаються перед боєм.
Любовну лірику змінює бій у палаці Потоцького та перемога війська Богдана Хмельницького.

### Третя дія
Такий собі полковник-писар Лизогуб зазіхає на владу Гетьмана. Він уже примірявся до булави. Цей символ влади йому дуже до душі. Він влаштовує дві інтриги.
Перша - фальшивий лист лідеру поляків - Вишневецькому. Нібито Богун зробив йому "пропозицію про співпрацю". Богуна звинуватили у зраді. На раді на чолі з Хмельницьким його засуджують до страти. Виконати вирок доручають полковникові Кривоносу. Між Кривоносом і Богуном відбувається важка розмова. Кривоніс намагається дізнатися чи дійсно Богун писав лист-зраду.
Друга інтрига писаря-злочинця полягала в тому, що він підмовив дружину Хмельницького Гелену отруїти чоловіка - Богдана Хмельницького.
Гелена насипає отруту в келих чоловіка, але Варварі доводиться силою вирвати в нього напій і проковтнути. Підступний Лизогуб зголошується доставити Гелену до в'язниці, але дорогою вбиває її "за спробу втекти". Однак його незабаром також викривають у "подвійній грі" та - страчують.

### Четверта дія
У фіналі полковники (зокрема й Богун, страту якого встигли затримати), які залишилися живими, розмірковують про майбутнє України. Увесь український народ звертається до Богдана Хмельницького з подякою: "Прийшла жадана днина, возвеселися, о, мати-Україно!".